# Liste der Wappen im Kreis Paderborn
Diese Liste beinhaltet alle in der Wikipedia gelisteten Wappen des Kreises Paderborn in Nordrhein-Westfalen, inklusive historischer Wappen. Alle Städte, Gemeinden und Kreise in Nordrhein-Westfalen führen ein Wappen. Sie sind über die Navigationsleiste am Ende der Seite erreichbar.

## Kreis Paderborn und Vorgängerkreise
| Kreis                 | Wappen | Kommentare |
| --------------------- | ------ | --- |
| Paderborn             |        | Genehmigt durch den Regierungspräsidenten in Detmold am 15. Juli 1975: „In Silber ein roter siebenteiliger Rautensparren; darüber in einem durch einen blauen Wellenbalken begrenzten silbernen Schildhaupt ein rotes durchgehendes Kreuz.“ |
| Büren (1816–1974)     |        | Genehmigt durch das Preußische Staatsministerium am 9. Februar 1933: „In Silber ein roter siebenteiliger Rautensparren unter einem roten Schildhaupt mit durchgehendem goldenen Kreuz.“                                                     |
| Paderborn (1816–1974) |        | Genehmigt durch den Minister des Innern des Landes Nordrhein-Westfalen am 30. Juni 1947: „Unter silbernem Schildhaupt, darin ein durchgehendes rotes Kreuz, in Rot zwei silberne Wellenbalken.“                                             |

## Städte und Gemeinden
| Stadt oder Gemeinde   | Wappen | Kommentare |
| --------------------- | ------ | --- |
| Gemeinde Altenbeken   |        | Genehmigt durch den RP Detmold am 3. Dezember 1976: „In Blau ein goldener (gelber) Viadukt auf 4 Pfeilern.“ |
| Stadt Bad Lippspringe |        | Wappen beruht auf Siegelführung seit dem 16. Jahrhundert, neu festgestellt durch den König von Preußen 1914: „In Rot drei, zwei zu eins gestellte silberne Kreuze.“ |
| Stadt Bad Wünnenberg  |        | Die zum 1. Januar 1975 neugebildete Stadt Wünnenberg, seit 1. Januar 2000 Bad Wünnenberg, führt in Rechtsnachfolge das Wappen des ehemaligen Amtes Wünnenberg fort, bestätigt durch den RP Detmold am 16. Januar 1976: „In rot ein goldenes (gelbes) durchgehendes Kreuz, in den vier Winkeln oben je zwei aufrecht nebeneinandergestellte silberne (weiße) Eichenblätter, unten je zwei aufrecht nebeneinandergestellte silberne (weiße) Ähren. Im silbernen (weißen) Schildfuß ein roter Rautensparren.“ |
| Gemeinde Borchen      |        | Genehmigt durch den RP Detmold am 18. September 1975: In Gold (Gelb) ein blauer schräglinker Wellenbalken, der im oberen Teil mit einem goldenen (gelben) Wellenbalken belegt ist; darüber ein „b“ aus fünf schwarzen und vier silbernen (weißen) Linien im Wechsel, im Schaft oben belegt mit einem schwarzen Kreuz. |
| Stadt Büren           |        | Angenommen durch den Rat der Stadt Büren am 13. Juni 1975 und genehmigt durch den RP Detmold am 16. Januar 1976: „In rot auf einem grünen Dreiberg eine silberne (weiße) Burg mit drei Zinnentürmen; unter dem breiten Mittelturm in einem offenen Torbogen ein silbernes (weißes) Schild mit einem roten Rautensparren.“ |
| Stadt Delbrück        |        | Genehmigt durch den RP Detmold am 16. August 1977: „Silberner Schild im Göpelschnitt geteilt. Im Feld 1 ein blattloser Dornstrauch mit zehn roten Früchten, in Feld 2 ein schwarzer steigender Bracke mit roter Zunge, in Feld 3 ein schwarzes Kreuz.“ |
| Gemeinde Hövelhof     |        | Genehmigt durch den Minister des Innern des Landes NRW am 25. Juni 1962: „In Grün ein silberner (weißer) Wellenbalken über einem silbernen (weißen) Jagdhorn. Im silbernen (weißen) Schildhaupt ein rotes durchgehendes Kreuz.“ |
| Stadt Lichtenau       |        | Genehmigt durch den RP Detmold am 19. Juli 1976: „In Blau über einem kleeblattförmigen Torbogen, darin eine silberne (weiße) heraldische Lilie, ein breiter silberner (weißer) Turm mit rotem Spitzdach und silbernen (weißen) rotgedeckten Ecktürmchen; beiderseits eine ansteigende silberne (weiße) Zinnmauer, überragt von je einem silbernen (weißen) niedrigeren Zinnenturm.“ |
| Kreisstadt Paderborn  |        | Das Wappen geht nicht auf das seit 1245 nachgewiesene Stadtsiegel zurück, sondern auf die Paderborner Familien Bulemast und Stapel. Farben und Zahl der Stäber wechselten über die Jahrhunderte bis zur Festlegung durch einen Magistratsbeschluss von 1931, bestätigt durch den RP Detmold am 22. Juli 1975: „Das Stadtwappen der Stadt Paderborn besteht aus einem roten Wappenschild, das im oberen Teil ein goldenes Kreuz und darunter vier goldene senkrechte Pfähle zeigt.“                         |
| Stadt Salzkotten      |        | Vom beginnden 17. Jahrhundert an ist das Kleeblat im Schild das Wappen, zunächst war die Figur grün in Silber; die heutigen Wappenfarben wurden 1907 festgelegt, genehmigt durch den König von Preußen 1908: „In Rot ein dreiblätteriges goldenes Kleeblatt.“ |

## Ortsteile und historische Wappen

### Bad Wünnenberg
Zum 1. Januar 1975 wurden die vier Gemeinden Bleiwäsche, Fürstenberg, Leiberg und Wünnenberg des Amtes Wünnenberg mit den drei Gemeinden Elisenhof, Haaren und Helmern des Amtes Atteln zur neugebildeten Stadt Wünnenberg zusammengelegt. Rechtsnachfolgerin des Amtes Wünnenberg und der genannten sieben Gemeinden ist die neue Stadt Wünnenberg, die seit dem 1. Januar 2000 den Namen Bad Wünnenberg trägt.
| Stadt oder Gemeinde   | Wappen | Kommentare |
| --------------------- | ------ | --- |
| Stadt Wünnenberg 1908 |        | Wappen fußt auf Siegelführung seit dem 14. Jahrhundert, genehmigt durch den König von Preußen 1908: „In Rot eine silberne Zinnenmauer, überragt von drei silbernen türmen mit blauen Dächern, deren mittlerer breiter und höher ist, und mit offenem Tor, darin an goldener Fessel hängend ein silber Schild mit einem roten Rautensparren.“ |
| Gemeinde Bleiwäsche   |        | Genehmigt durch den Minister des Innern des Landes NRW am 6. April 1966: „In Silber (Weiß) das blaue alchimistische Symbol für Blei unter grünem Schildhaupt, darin zwischen zwei aufrechten Eichblättern eine aufrechte Ähre, alle gold (gelb).“                                                                                            |
| Gemeinde Elisenhof    |        | Die ehemalige Gemeinde Elisenhof führte bis zu ihrer Auflösung kein eigenes Wappen. Auf Initiative der Dorfbevölkerung wurde das Wappen 1986 entworfen: „In Silber (Weiß) das blaue alchimistische Symbol für Blei unter grünem Schildhaupt, darin zwischen zwei aufrechten Eichblättern eine aufrechte Ähre, alle gold (gelb).“             |
| Gemeinde Fürstenberg  |        | Genehmigt ????: „.“ |
| Gemeinde Haaren       |        | Genehmigt ????: „.“ |
| Gemeinde Helmern      |        | Genehmight ????: „.“ |
| Gemeinde Leiberg      |        | Genehmigt ????: „.“ |

### Delbrück
Zum 1. Januar 1975 wurden die fünf Gemeinden Delbrück, Hagen, Ostenland, Westenholz und Westerloh des Amtes Delbrück des bisherigen Kreises Paderborn mit drei Gemeinden Anreppen, Bentfeld und Boke aus dem Amt Salzkotten-Boke des Kreis Büren zur neugebildeten Stadt Delbrück zusammengeschlossen. Rechtsnachfolgerin des Amtes Delbrück und der genannten acht Gemeinden ist die neue Stadt Delbrück. Die drei Ortsteile Lippling, Schöning und Steinhorst der bisherigen Gemeinde Westerloh sind gleichberechtigte Stadtteile neben den sieben weiteren Ortsteilen der neugebildeten Stadt Delbrück.
| Stadt oder Gemeinde      | Wappen | Kommentare |
| ------------------------ | ------ | --- |
| Stadt Delbrück bis 1939  |        | Im Siegel führte die Stadt ursprünglich das Wappen mit dem Kreuz des Landesherrn, des Fürstbischofs von Paderborn: „In Gold ein durchgehendes schwarzes Kreuz.“ |
| Stadt Delbrück 1939–1974 |        | Genehmigt durch den Oberpräsidenten der Provinz Westfalen 1939: „In Gold ein dreiästiger, blattloser schwarzer Hagedornstrauch mit roten Früchten.“ |
| Gemeinde Anreppen        |        | Bis zu ihrer Eingemeindung in die Stadt Delbrück führte die damalige Gemeinde Anreppen das Wappen der ehemaligen Familie „von Anreppen“, das auch das Familienwappen der schwedischen Adelsfamilie „Anrep“ ist; genehmigt ????: „In Gold ein schräglinksliegender schwarzer Kamm mit gekrümmten Zähnen.“ |
| Gemeinde Bentfeld        |        | Genehmigt durch den Minister des Innern des Landes NRW am 20. März 1967: „Von Gold und Rot geteilt, oben ein mit drei Zweigen aus der Teilungslinie wachsender grüner Preiselbeerstrauch mit roten Früchten.“                                                                                            |
| Gemeinde Boke            |        | Genehmigt am 8. Juni 1936: „In Gold ein schwarzer steigender Bracke, begleitet vorne von einem grünen Buchenblatt.“ |
| Gemeinde Hagen           |        | Genehmigt ????: „.“ |
| Ortsteil Lippling        |        | Die ehemalige Gemeinde Westerloh führte bis zu ihrer Auflösung kein eigenes Wappen, somit auch ihre drei Ortsteile Lippling, Schöning und Steinhorst: „.“ |
| Gemeinde Ostenland       |        | Die ehemalige Gemeinde Ostenland führte bis zu ihrer Auflösung kein eigenes Wappen. Der Heimatverein Ostenland führt ein Wappenzeichen: „.“ |
| Ortsteil Schöning        |        | Die ehemalige Gemeinde Westerloh führte bis zu ihrer Auflösung kein eigenes Wappen, somit auch ihre drei Ortsteile Lippling, Schöning und Steinhorst: „.“ |
| Ortsteil Steinhorst      |        | Die ehemalige Gemeinde Westerloh führte bis zu ihrer Auflösung kein eigenes Wappen, somit auch ihre drei Ortsteile Lippling, Schöning und Steinhorst. Der Heimatverein Steinhorst e. V. führt ein Wappenzeichen: „.“                                                                                     |
| Gemeinde Westenholz      |        | Genehmigt ????: „.“ |

### Lichtenau
Zum 1. Januar 1975 wurden die Gemeinden Asseln, Ebbinghausen, Grundsteinheim, Hakenberg, Herbram, Holtheim und Iggenhausen sowie die Städte Kleinenberg und Lichtenau des Amtes Lichtenau sowie die Gemeinden Atteln, Blankenrode, Dalheim, Henglarn und Husen aus dem Amt Atteln zur neu gebildeten Stadt Lichtenau zusammengeschlossen.

| Stadt oder Gemeinde     | Wappen | Kommentare |
| ----------------------- | ------ | --- |
| Stadt Lichtenau 1908    |        | Wappen fußt auf Siegelführung seit dem 14. Jahrhundert, genehmigt durch den König von Preußen 1908: „In Rot über einem kleeblattförmigen Torbogen, darin ein schwebendes goldenes Kreuz, ein breiter goldener Turm mit blauem Spitzdach und Erkertürmchen; beiderseits eine ansteigende goldene Zinnenmauer, überragt von je einem niedrigeren goldenen Zinnenturm.“ |
| Gemeinde Asseln         |        | Genehmigt ????: „.“ |
| Gemeinde Atteln         |        | Genehmigt ????: „.“ |
| Gemeinde Blankenrode    |        | Genehmigt ????: „.“ |
| Gemeinde Dalheim        |        | Genehmigt ????: „.“ |
| Gemeinde Ebbinghausen   |        | Genehmigt ????: „.“ |
| Gemeinde Grundsteinheim |        | Genehmigt ????: „.“ |
| Gemeinde Hakenberg      |        | Genehmigt ????: „.“ |
| Gemeinde Herbram        |        | Genehmigt ????: „.“ |
| Ortsteil Herbram-Wald   |        | In Gebrauch seit ????: „.“ |
| Gemeinde Holtheim       |        | Genehmigt ????: „.“ |
| Gemeinde Husen          |        | Genehmigt ????: „.“ |
| Gemeinde Iggenhausen    |        | Genehmigt ????: „.“ |
| Stadt Kleinenberg 1908  |        | Wappen fußt auf Siegelführung seit dem 17. Jahrhundert, genehmigt durch den König von Preußen am 2. September 1908: „In Blau eine silberne Zinnenmauer mit offenem Tor und vier vorgebauten Rundtürmen, überragt von einem Turm mit zwei Erkern, alle mit roten Spitzdächern.“                                                                                       |

### Paderborn
Zum 1. Januar 1969 wurde die Gemeinde Marienloh aus dem Amt Altenbeken und zum 1. Juli 1969 die Gemeinde Wewer aus dem Amt Kirchborchen in die Stadt Paderborn eingemeindet. Mit Inkrafttreten des Sauerland/Paderborn-Gesetzes zum 1. Januar 1969 wurde die bisherige Stadt Paderborn mit den Gemeinden Elsen, Sande und Schloß Neuhaus des Amtes Schloß Neuhaus, den Gemeinden Benhausen und Neuenbeken des Amtes Altenbeken sowie der Gemeinde Dahl aus dem Amt Kirchborchen zu einer neugebildeten Stadt Paderborn zusammengeschlossen. Die neugebildete Stadt Paderborn ist Rechtsnachfolgerin der vorgenannten Gemeinden und des Amtes Schloß Neuhaus.
| Stadt oder Gemeinde     | Wappen | Kommentare |
| ----------------------- | ------ | --- |
| Gemeinde Elsen          |        | Genehmigt ????: „.“ |
| Gemeinde Marienloh      |        | Genehmigt ????: „.“ |
| Gemeinde Neuenbeken     |        | Genehmigt ????: „.“ |
| Gemeinde Sande          |        | Genehmigt ????: „.“ |
| Gemeinde Schloß Neuhaus |        | Das Wappen geht zurück auf ein Siegel von 1620, genehmigt ????: „Gespalten von Blau und Rot; vorne auf einem ansteigenden grünen Hügel ein aus dem Schildrand kommendes silbernes Schloß mit seitlichem Rundturm, beide mit roten Dächern, hinten ein durchgehendes goldenes Kreuz.“ |

### Salzkotten
| Gemeinde      | Wappen | Kommentare |
| ------------- | ------ | --- |
| Mantinghausen |        | Genehmigt am 28. September 1967: „Mit drei Bogen geteilt von Grün und Silber; oben ein silberner Wellenbalken, unten eine rote terrinenförmige Urne mit geradem Hals und ausladender Randlippe.“ |
| Niederntudorf |        | Genehmigt am 30. März 1971: „Über silbernem Schildfuß, belegt mit einem blauen Wellenbalken, in Grün ein silberner Kübelhelm mit Büffelhörnern.“ |
| Oberntudorf   |        | Genehmigt am 17. September 1970: „Von Rot und Silber geteilt; oben ein silberner geflügelter Drache, unten ein blauer Kübelhelm mit Büffelhörnern.“ |
| Scharmede     |        | Genehmigt am 28. September 1967: „Von Grün und Silber (Weiß) geteilt; oben die Zierform eines silbernen (weißen) stehenden Fächers (Palmette) mit dreizehn oben gerundeten Lamellen, deren erste und letzte unten schneckenförmig eingerollt sind; unten die untere Hälfte eines zerbrochenen roten Richtrades mit fünf spitz über den Radkranz hinausragenden Speichen.“ |
| Schwelle      |        | Genehmigt am 21. Februar 1951: „In blauem Feld ein goldener Balken, auf dem eine silberne Gans steht“ |
| Thüle         |        | Genehmigt am 2. März 1967: „In Blau eine silberne (weiße) Glocke.“ |
| Upsprunge     |        | Genehmigt am 8. Mai 1967: „In Silber (Weiß) fünf blaue Wellenpfähle; darüber in grünem Wellenschildhaupt drei goldene (gelbe) Lindenblätter.“ |
| Verlar        |        | Genehmigt am 15. Februar 1971: „In Grün ein goldenes (gelbes) springendes Pferd.“ |
| Verne         |        | Genehmigt am 20. Oktober 1949: „In blauem Feld eine aufgerichtete rechtshin gebogene silberne Barbe“ |

### EhemaligeÄmter
| Amt             | Wappen | Kommentare |
| --------------- | ------ | --- |
| Altenbeken      |        | Genehmigt ????: „.“ |
| Atteln          |        | Genehmigt ????: „.“ |
| Büren-Land      |        | Genehmigt ????: „.“ |
| Delbrück        |        | Genehmigt 1938: „.“ |
| Kirchborchen    |        | Genehmigt ????: „.“ |
| Lichtenau       |        | Genehmigt ????: „.“ |
| Schloß Neuhaus  |        | Genehmigt 1961: „.“ |
| Salzkotten-Boke |        | Genehmigt 1949: „Gespalten von Rot und Gold; vorne ein goldenes Dreiblatt, hinten ein grünes Buchenblatt.“ |
| Wünnenberg      |        | Genehmigt ????: „In rot ein goldenes (gelbes) durchgehendes Kreuz, in den vier Winkeln oben je zwei aufrecht nebeneinandergestellte silberne (weiße) Eichenblätter, unten je zwei aufrecht nebeneinandergestellte silberne (weiße) Ähren. Im silbernen (weißen) Schildfuß ein roter Rautensparren.“ Die zum 1. Januar 1975 neugebildete Stadt Wünnenberg, seit 1. Januar 2000 Bad Wünnenberg, führt in Rechtsnachfolge das Wappen des ehemaligen Amtes Wünnenberg fort, bestätigt durch den RP Detmold am 16. Januar 1976. |

### District PaderbornimKönigreich Westphalen
Der District Paderborn, eine Verwaltungseinheit des französischen Königreiches Westphalen, welches von 1807 bis 1813 bestand, führte kein Wappen.

### Hochstift Paderborn
| Zeitraum        | Wappen | Kommentar |
| --------------- | ------ | --- |
| 13. Jhd. – 1789 |        | „In Silber ein durchgehendes rotes Kreuz.“ |
| 1789–1802       |        | Der Fürstbischof Franz Egon von Fürstenberg übertrug 1789 seine Familienfarben (Rot/Gold) auf das Wappen des Hochstifts. „In Rot ein durchgehendes goldenes Kreuz.“ |